# Mercury (журнал)
Mercury — щоквартальний науковий онлайн-журнал, що видається Тихоокеанським астрономічним товариством для своїх членів і містить астрономічні статті для широкої аудиторії. Штаб-квартира знаходиться в Сан-Франциско.

## Історія
«Mercury» почали видавати в січні 1972 року як науково-популярний журнал, видаваний раз на два місяці і призначений для розуміння астрономії широкою громадськістю. Від 2007 року журнал став доступний у друкованому та цифровому вигляді, а наступного року повністю перейшов у цифровий формат. «Mercury» залишається цифровим виданням лише для членів Тихоокеанського астрономічного товариства, але з 2019 року було запущено загальнодоступний супутній блог «Mercury Online», який містить статті з архівів «Mercury».
Редакторами «Mercury» протягом багатьох років були Леон Саланаве, Річард Рейс, Ендрю Фракной, Саллі Стівенс, Джеймс Вайт, Джордж Массер, Роберт Нає, Пол Дінс, Ян О'Ніл і Ліз Круезі.